# Le Temps de l'avant
Pour plus de détails, voir Fiche technique et Distribution.
Le Temps de l'avant est un film canadien réalisé par Anne-Claire Poirier et sorti en 1975.
Le film fait partie de la série de six films de fiction intitulée En tant que femmes, produit par l'Office national du film du Canada, à la suite de pressions exercées par des groupes féministes. Cette série offre pour la première fois à des femmes réalisatrices l’occasion de s’exprimer sur des sujets. Dans Le Temps de l’avant, Poirier aborde la question de l’avortement.

## Fiche technique
- Titre : Le Temps de l'avant
- Réalisation : Anne-Claire Poirier
- Scénario : Marthe Blackburn, Louise Carré et Anne-Claire Poirier
- Photographie : Michel Brault et Suzanne Gabori
- Costumes : Ghislaine Ouellet
- Son : Marie-Claude Bertrand, Joseph Champagne et Marie-Josée Champagne
- Montage : Jacques Gagné et Christian Marcotte
- Musique : Maurice Blackburn
- Production : Office national du film du Canada
- Pays de production :  Canada
- Durée : 93 minutes
- Date de sortie : Canada - 17 avril 1975[3]

## Distribution
- Luce Guilbeault : Hélène
- Paule Baillargeon : Monique
- Pierre Gobeil : Gabriel

## Sélection
- Semaine de la critique, Festival de Cannes 1976[4]